# Aston Martin AMR25
Chronologie des modèles (2025)
Aston Martin AMR24
L'Aston Martin AMR25 est la monoplace de Formule 1 engagée par l'écurie britannique Aston Martin F1 Team dans le cadre du championnat du monde de Formule 1 2025. Elle est pilotée par l'Espagnol Fernando Alonso et le Canadien Lance Stroll, le duo de pilotes inchangé depuis 2023.

## Présentation
La livrée de l'Aston Martin AMR25, dévoilée le 18 février 2025 dans le cadre du F1 75 Live, ne présente que peu de différences par rapport à celle de l'AMR24, à dominante verte avec un liseré jaune.
L'aérodynamique est entièrement revue, avec notamment des pontons très fins, un nez plus allongé et un capot modifié. Le but est de fournir aux pilotes une voiture au comportement plus prévisible qui est aussi un laboratoire pour 2026.

## Résultats en championnat du monde de Formule 1
| Saison | Écurie                               | Moteur                                                  | Pneus   | Pilotes         | Courses | Courses | Courses | Courses | Courses | Courses | Courses | Courses | Courses | Courses | Courses | Courses | Courses | Courses | Courses | Courses | Courses | Courses | Courses | Courses | Courses | Courses | Courses | Courses | Points inscrits | Classement |
| Saison | Écurie                               | Moteur                                                  | Pneus   | Pilotes         | 1       | 2       | 3       | 4       | 5       | 6       | 7       | 8       | 9       | 10      | 11      | 12      | 13      | 14      | 15      | 16      | 17      | 18      | 19      | 20      | 21      | 22      | 23      | 24      | Points inscrits | Classement |
| ------ | ------------------------------------ | ------------------------------------------------------- | ------- | --------------- | ------- | ------- | ------- | ------- | ------- | ------- | ------- | ------- | ------- | ------- | ------- | ------- | ------- | ------- | ------- | ------- | ------- | ------- | ------- | ------- | ------- | ------- | ------- | ------- | --------------- | ---------- |
| 2025   | Aston Martin Aramco Formula One Team | Mercedes-AMG V6 turbo hybride F1 M14 E Performance 1.6L | Pirelli |                 | AUS     | CHN     | JAP     | BAH     | ARA     | MIA     | EMI     | MON     | ESP     | CAN     | AUT     | GBR     | BEL     | HON     | P-B     | ITA     | AZE     | SIN     | USA     | MEX     | BRE     | LVE     | QAT     | ABU     | 52              | 6e         |
| 2025   | Aston Martin Aramco Formula One Team | Mercedes-AMG V6 turbo hybride F1 M14 E Performance 1.6L | Pirelli | Fernando Alonso | Abd.    | Abd.    | 11e     | 15e     | 11e     | 15e     | 11e     | Abd.    | 9e      | 7e      | 7e      | 9e      | 17e     | 5e      |         |         |         |         |         |         |         |         |         |         | 52              | 6e         |
| 2025   | Aston Martin Aramco Formula One Team | Mercedes-AMG V6 turbo hybride F1 M14 E Performance 1.6L | Pirelli | Lance Stroll    | 6e      | 9e      | 20e     | 17e     | 16e     | 16e     | 15e     | 15e     | Forf.   | 17e     | 14e     | 7e      | 14e     | 7e      |         |         |         |         |         |         |         |         |         |         | 52              | 6e         |

Légende : ici 
- *Le pilote n'a pas terminé la course mais est classé pour avoir parcouru 90% de la distance.